# Dameneishockey-Bundesliga 2011/12
Die Saison 2011/12 der österreichischen Dameneishockey-Bundesligen wurde parallel zur Elite Women’s Hockey League ausgetragen. In der ersten Bundesliga konnten die Neuberg Highlanders ihren Titelgewinn vom Vorjahr wiederholen. Die zweite Bundesliga wurde von der zweiten Mannschaft der Neuberg Highlanders gewonnen. Die EHV Sabres Wien verteidigten anschließend erfolgreich ihren Staatsmeistertitel.

## Dameneishockey-Bundesliga
Die Dameneishockey-Bundesliga wurde zwischen September 2011 und Jänner 2012 in Form einer einfachen Hin- und Rückrunde ohne Play-offs ausgetragen. Neben den vier österreichischen und zwei slowenischen Mannschaften trat auch eine türkische Auswahl an.

### Abschlusstabelle
| Pl. | Mannschaft             | Sp | S  | SNV | NNV | N  | Punkte | Tore   |
| 1.  | Neuberg Highlanders    | 12 | 10 | 0   | 1   | 1  | 31:05  | 84:020 |
| 2.  | EHV Sabres Wien II     | 12 | 8  | 1   | 0   | 3  | 26:10  | 73:035 |
| 3.  | HDK Maribor            | 12 | 5  | 2   | 1   | 4  | 20:16  | 64:046 |
| 4.  | HK Triglav Kranj       | 12 | 6  | 1   | 0   | 5  | 20:16  | 54:037 |
| 5.  | Gipsy Girls Villach    | 12 | 6  | 0   | 2   | 4  | 20:16  | 49:093 |
| 6.  | DEC Dragons Klagenfurt | 12 | 3  | 0   | 0   | 9  | 09:27  | 35:056 |
| 7.  | Team Turkey            | 12 | 0  | 0   | 0   | 12 | 00:36  | 03:115 |

## DEBL2
Die DEBL2 wurde in einem Grunddurchgang in Form einer Einfachrunde mit Hin- und Rückspiel sowie anschließenden Play-offs im Modus Best-of-Three durchgeführt.
| Pl. | Mannschaft               | Sp | S  | SNV | NNV | N | Punkte | Tore   |
| 1.  | Neuberg Highlanders II   | 14 | 13 | 0   | 0   | 1 | 39:03  | 100:20 |
| 2.  | EC "Die Adler" Kitzbühel | 15 | 9  | 0   | 0   | 6 | 27:18  | 056:39 |
| 3.  | 1. DEC Devils Graz       | 16 | 8  | 1   | 0   | 7 | 26:22  | 032:26 |
| 4.  | Red Angels Innsbruck     | 15 | 5  | 0   | 1   | 9 | 16:29  | 042:64 |
| 5.  | Tornados IceCats Linz    | 9  | 3  | 0   | 0   | 6 | 09:18  | 019:28 |
| 6.  | EC Icemice Telfs         | 9  | 0  | 0   | 0   | 9 | 00:27  | 01:94  |

## Österreichische Staatsmeisterschaft
Die Staatsmeisterschaft der Saison 2011/12 wurde in Play-offs entschieden. Als Grunddurchgang wurden die Tabellen der Elite Women’s Hockey League 2011/12 und DEBL gewertet. Teilnahmeberechtigt waren damit der EHV Sabres Wien (1./EWHL), die Vienna Flyers (4./EWHL), die DEC Salzburg Eagles (6./EWHL) und die Neuberg Highlanders (1./DEBL).
Die beiden bestplatzierten österreichischen Teams der EWHL spielten im Modus Best-of-Three um den Titel „Österreichischer Dameneishockey Staatsmeister 2011/12“. Die anderen beiden Teams spielten im gleichen Modus um die Bronzemedaille.

### Serie um Bronze
Die Spiele um Bronze fanden am 3. und 10. März 2012 statt. Im ersten Spiel hatten die Salzburger Heimrecht.
|                                           | Serie | 1                   | 2                   | 3 |
| ----------------------------------------- | ----- | ------------------- | ------------------- | - |
| DEC Salzburg Eagles – Neuberg Highlanders | 2:0   | 2:1 (0:0, 2:1, 0:0) | 2:0 (1:1, 1:0, 0:0) | – |

### Finale
Die Finalspiele fanden am 4. und 10. März 2012 statt. Im ersten Spiel hatte der EHV Sabres Heimrecht.
|                                 | Serie | 1                   | 2                                | 3 |
| ------------------------------- | ----- | ------------------- | -------------------------------- | - |
| EHV Sabres Wien – Vienna Flyers | 2:0   | 2:0 (0:0, 2:0, 0:0) | 7:4 (1:0, 3:2, 3:2) Spielbericht | – |